# Scytodes arboricola
Espèce
Scytodes arboricola est une espèce d'araignées aranéomorphes de la famille des Scytodidae.

## Distribution
Cette espèce est endémique de Côte d'Ivoire.

## Publication originale
- Millot, 1946 : Les Scytodes d'Afrique Noire française (Araneae). Revue Française d'Entomologie, vol. 13, p. 156-168.